# HAŠK Zagrzeb
HAŠK Zagrzeb (chorw. Hrvatski akademski športski klub) – chorwacki klub piłkarski, mający siedzibę w stolicy kraju, w mieście Zagrzeb, grający od sezonu 2013/14 w rozgrywkach 3. HNL – Središte (D3).

## Historia
Chronologia nazw:
- 1903: AŠK Zagrzeb (chorw. AŠK Zagreb)
- 1904: HAŠK Zagrzeb (chorw. HAŠK Zagreb)
- 1945: klub rozwiązano
- 1990: TPK Zagrzeb (chorw. TPK Zagreb)
- 1992: Pešćenica Zagrzeb (chorw. Pešćenica Zagreb)
- 1993: HAŠK 1903 Zagrzeb (chorw. HAŠK 1903 Zagreb)
- 2003: HAŠK Zagrzeb (chorw. HAŠK Zagreb)
- 2006: Naftaš HAŠK Zagrzeb (chorw. HNK Naftaš HAŠK Zagreb) – po fuzji z NK Naftaš Ivanić-Grad
- 2009: HAŠK Zagrzeb (chorw. HAŠK Zagreb)

Klub piłkarski AŠK został założony w Zagrzebiu 6 listopada 1903 roku. Założycielami klubu byli studenci z Zagrzebia: Krešimir Miskić, Hinko Würth, August Adam, Dragutin Albrecht, Petak Čerlek, Vjekoslav Jurković, Marko Kostrenčić, Oskar Mohr i Lav Wodwarka. Początkowo piłkarze trenowali na ówczesnych terenach targowych, na wschód od ulicy Draškovićeva, a w 1904 roku klub zmienił nazwę na HAŠK i wydzierżawił ziemię w Parku Zachodnim (dziś Marulićev trg), gdzie w 1906 roku rozegrano pierwszy mecz piłki nożnej w Chorwacji z udziałem publiczności. Od 1905 roku zespół trenował na tzw. Elipsi, przestrzeń dzisiejszego licealnego placu zabaw. Wreszcie w 1912 roku klub wybudował w Maksimirze (w miejscu dzisiejszego stadionu piłkarskiego) boisko do piłki nożnej, bieżnię lekkoatletyczną i korty tenisowe. W sezonie 1912/13 zespół debiutował w pierwszych mistrzostwach Chorwacji i Slawonii. Ze względu na niesportowe zachowanie zawodników, incydent z kibicami i błąd sędziów, 1 czerwca 1913 roku HAŠK, Građanski i HTŠK Zagreb wycofali się z mistrzostw, a rozgrywki zostały zakończone. Tak jak HAŠK był liderem rozgrywek, to został mistrzem pierwszego (i jedynego) mistrzostwa przedwojennej Chorwacji (kolejny sezon 1913/14 został nie dokończony ze względu na rozpoczęcie wojny). W czasie I wojny światowej działalność klubu została zawieszona i była kontynuowana w sezonie 1918/19 z nowym entuzjazmem i nowymi sekcjami sportowymi.
Pierwsze wojenne mistrzostwa miasta Zagrzebia w piłce nożnej w 1918 roku były pierwszymi zawodami piłkarskimi w Zagrzebiu po Mistrzostwach Chorwacji i Slawonii z 1914 roku. Rozgrywki zorganizował Komitet ds. organizacji meczów piłki nożnej na rzecz Czerwonego Krzyża, wzorem innych dużych miast Austro-Węgier (Wiedeń, Praga, Budapeszt). Mecze rozgrywano od maja do sierpnia 1918 roku. Klub zdobył mistrzostwo miasta, wyprzedzając 5 innych uczestników. Drugie wojenne mistrzostwa miasta Zagrzebia, które rozpoczęły się 1 września 1918 roku, nie dokończono z powodu zmian politycznych i społecznych w kraju. Zgromadzenie Chorwackiej Federacji Sportowej postanowiło następnie wyłonić zwycięzcę w pojedynku Građanskiego i HAŠK-a (Građanski wygrał 2:0). Następne mistrzostwa miasta Zagrzeb 1918/19 zostały organizowane przez Sekcję Piłki Nożnej Chorwackiej Federacji Sportowej, która stała się już autonomicznym organem Chorwackiego Związku Sportowego, a HAŠK wywalczył wicemistrzostwo. 7 września 1919 Sekcja Piłki Nożnej wznowiła Mistrzostwa Chorwacji i Slawonii, które zakończyły w grudniu 1919 zwycięstwem Građanskiego, a HAŠK był trzecim.
Mistrzostwa Chorwacji i Slawonii w 1919 roku rozegrano tylko w sezonie jesiennym, ponieważ 15 lutego 1920 roku Jugosłowiański Związek Piłki Nożnej (JNS) podzielił Federację na pięć oddziałów i zalecił rozpoczęcie mistrzostw oddziałowych na początku 1920 roku. Pierwsze mistrzostwa Jugosłowiańskiego Związku Piłki Nożnej miały zostać rozegrane jesienią 1920 roku, a Zagrzebski Oddział Związku Piłki Nożnej (ZNP) przygotowywał się do rozpoczęcia mistrzostw 28 marca 1920 roku. Dzień przed rozpoczęciem mistrzostw oddziałowych JNS wysłał oficjalne zawiadomienie do ZNP, że mecze z wiosennej części mistrzostw nie będą się liczyć do mistrzostw JNS, a ZNP sam zdecydował, czy będzie to kontynuacja mistrzostw rozegranych jesienią 1919 roku. W wiosennej części mistrzostw ZNP rozegrano osobne mistrzostwa Zagrzebia w dwóch klasach i osobnej mistrzostw prowincji. W meczu finałowym o tytuł mistrza ZNP grali zwycięzcy dwóch mistrzostw. Jednak ogólnokrajowe mistrzostwa Jugosławii udało się organizować dopiero w 1923 roku, a wcześniej kontynuowano rozgrywanie mistrzostw oddziałowych. W sezonie 1920/21 klub zdobył najpierw mistrzostwo miasta, a potem w finale ZNP wygrał 16:0 z mistrzem prowincji, klubem Cibalia. W następnym sezonie 1921/22 znów najpierw został mistrzem miasta, a potem w finale ZNP wygrał 5:0 z mistrzem prowincji, klubem Slavija Osijek.
W sezonie 1923 zespół zajął trzecie miejsce w mistrzostwach miasta i nie zakwalifikował się do pierwszych mistrzostw Królestwa Serbów, Chorwatów i Słoweńców. W sezonie 1926/27 ponownie został mistrzem miasta oraz ZNP i zakwalifikował się do rozgrywek finałowych o mistrzostwo Jugosławii, w których zajął trzecie miejsce. W następnym sezonie 1927/28 zdobył wicemistrzostwo miasta i awansował do turnieju eliminacyjnego do mistrzostw Jugosławii. Po wygraniu 6:1 i 4:2 z Sand z Suboticy brał udział w turnieju finałowym mistrzostw Jugosławii. W sezonie 1928/29 po raz kolejny zdobył mistrzostwo miasta oraz ZNP, a potem w kwalifikacjach wygrał 1:1, 3:0 z Hajdukiem Osijek i awansował do ostatnich mistrzostw Królestwa Serbów, Chorwatów i Słoweńców (nazwa państwa 3 października 1929 została zmieniona na "Królestwo Jugosławii"). Sezon 1929/30 ponownie zakończył na pierwszym miejscu mistrzostw miasta i ZNP, ale po trzech remisach w eliminacjach nie awansował do turnieju finałowego mistrzostw Jugosławii. W sezonie 1930/31 klub prowadził w rozgrywkach I. razreda Zagrzebia, ale po 3.kolejce rundy wiosennej został przeniesiony do kwalifikacji JNS, a wyniki ligowe zostały anulowane. W turnieju eliminacyjnym grupy 1 zajął czwarte miejsce i nie zakwalifikował się do turnieju finałowego. W sezonie 1931/32 po raz szósty zdobył mistrzostwo miasta oraz ZNP, ale znów w turnieju eliminacyjnym nie uzyskał awansu do finałów, zajmując trzecie miejsce w grupie 2. Od sezonu 1932/33 najlepsze drużyny ZNP nie biorą udziału w mistrzostwach ZNP ze względu na udział w mistrzostwach Jugosławii. Po rundzie jesiennej sezonu 1932/33 klub prowadził w mistrzostwach miasta, ale w związku z decyzją JNS wyniki zostały anulowane, a piłkarze kontynuowali występy w turnieju finałowym mistrzostw Jugosławii. Klub występował w jugosłowiańskiej pierwszej lidze do roku 1940, a w sezonie 1937/38 zespół został jego zwycięzcą. W sezonie 1939/40 został organizowany turniej eliminacyjny do mistrzostw Jugosławii o nazwie Hrvatsko-slovenska liga. Po zajęciu drugiego miejsca w lidze zespół awansował do turnieju finałowego, ale w ostatnich mistrzostwach Królestwa Jugosławii został sklasyfikowany na ostatniej szóstej pozycji. Następny sezon 1940/41 rozpoczął w eliminacjach o nazwie Prvenstvo Banovine Hrvatske, w których zajął 4.miejsce, jednak turniej finałowy nie został rozegrany tak jak 6 kwietnia 1941 roku po najechaniu przez Państwa Osi Królestwo Jugosławii zostało podzielone.
Podczas Niepodległego Państwa Chorwackiego ponownie organizowane są mistrzostwa ZNP z najlepszymi drużynami oraz mistrzostwa NDH (chorw. Nezavisna Država Hrvatska). W pierwszych mistrzostwach NDH 1941 roku klub był piątym, a w następnych 1942 roku zdobył wicemistrzostwo grupy B rundy ćwierćfinałowej. W sezonie 1942/43 startował w odrodzonych mistrzostwach ZNP, gdzie zajął trzecie miejsce I. razreda Zagreba, a potem zdobył wicemistrzostwo NDH. W sezonie 1943/44 znów był trzecim w rozgrywkach I. razreda Zagreba, a potem zwyciężył w grupie półfinałowym Zagrzeb. W finale miał zagrać z SAŠK Sarajevo, ale nie mecz nie odbył się z powodu powiększenia się obszaru opanowanego przez oddziały Narodowej Armii Wyzwolenia Jugosławii pod dowództwem Josipa Broza Tity, które w maju 1945 roku położyły kres istnieniu Niepodległego Państwa Chorwackiego. Ostatnie mistrzostwa ZNP rozpoczęły się 28 kwietnia 1945 roku, a przerwano 6 maja 1945 roku z powodu zmian politycznych w państwie. Mistrzostwa nigdy nie zostały wznowione, ponieważ wszystkie kluby zostały zlikwidowane 6 czerwca 1945 decyzją ministra zdrowia Federalnego Państwa Chorwacji. Klub, podobnie jak jego główni rywale, kluby Građanski i Concordia, został przez władze komunistyczne rozwiązany i na bazie tych klubów powstał nowy klub Dinamo.
23 listopada 1990 roku klub został odrodzony i ponownie zarejestrowany 14 grudnia tego samego roku jako TPK. W sezonie 1990/91 zespół startował w ostatnich mistrzostwach SFR Jugosławii, zajmując 14.miejsce w grupie Jug Regionalnej nogometnej ligi Zagreb (D5).
Po odzyskaniu niepodległości przez Chorwację 25 czerwca 1991 wznowiono niepodległe mistrzostwa kraju. W 1992 roku z nazwą Pešćenica klub startował w Regionalnej lidze Zagreb (D4), zajmując czwarte miejsce w grupie B Jug. W sezonie 1992/93 zajął przedostatnie 17.miejsce w 3. HNL – Središte (ZG regija) (D3) i spadł z powrotem do czwartej ligi. Tak jak Dinamo Zagrzeb w 1992 występował w lidze z nazwą HAŠK Građanski, a w sezonie 1992/93 przyjął nazwę Croatia, to klub Pešćenica zmienił nazwę na HAŠK 1903 Zagreb, który pozycjonuje się jako następca pierwotnego klubu. W 1997 zespół awansował do trzeciej ligi (3. HNL MNO Središte - Istok), ale w sezonie 1998/99 po zmianie systemu lig został zdegradowany do czwartej ligi, w grupie zwanej 1. Zagrebačka liga. W 2002 spadł do 2. Zagrebačkiej ligi (D5), ale po roku wrócił do czwartej ligi. W 2003 z okazji 100-lecia pierwotnego klubu nazwa klubu została skrócona do HAŠK Zagreb. Sezon 2004/05 ponownie spędził w 2. Zagrebačkiej lidze (D5).
Przez długi czas nie było wiadomo, jak będzie wyglądał skład 2. HNL w sezonie 2006/07. Powodem tego był klub NK Naftaš z Ivanić-Gradu. Co ciekawe, Naftaš połączył się już z klubem z innego powiatu, NK TŠK Topolovac, po tym, jak ten ostatni spadł z 1. HNL w 2002 roku. Po tym jak zapadła decyzja o połączeniu z HAŠK-iem klub przeniósł się do Zagrzebia i przyjął nazwę Naftaš HAŠK Zagrzeb. W sezonie 2006/07 połączony zespół chociaż zajął 10.miejsce w 2. HNL, jednak z przyczyn finansowych dobrowolnie spadł do 3. HNL – Zapad. W 2009 klub zmienił nazwę na HAŠK Zagreb i w 2010 ponownie awansował do drugiej ligi. Po zakończeniu sezonu 2012/13 spadł z powrotem do trzeciej ligi Chorwacji.

## Barwy klubowe, strój, herb, hymn
|  |  |  |

Klub ma barwy czerwono-biało-żółte. Piłkarze domowe spotkania zazwyczaj grają w pasiastych poziomo czerwono-żółtych koszulkach, czerwonych spodenkach oraz czerwonych getrach.

## Sukcesy

### Trofea międzynarodowe
Do chwili obecnej klub jeszcze nigdy nie zakwalifikował się do rozgrywek europejskich.

### Trofea krajowe
Chorwacja
| \| \| Zdobyte trofea w rozgrywkach Chorwacji (stan na: 31-05-2021) \| |                                                              |      |                           |
| Rozgrywki                                                             | Osiągnięcie                                                  | Razy | Sezon(y)                  |
| Mistrzostwo                                                           | I miejsce                                                    | 0    |                           |
| Mistrzostwo                                                           | II miejsce                                                   | 0    |                           |
| Mistrzostwo                                                           | III miejsce                                                  | 0    |                           |
| Puchar                                                                | zdobywca                                                     | 0    |                           |
| Puchar                                                                | finalista                                                    | 0    |                           |
| Puchar                                                                | 1/8 finału                                                   | 3    | 2010/11, 2011/12, 2015/16 |
| II liga                                                               | I miejsce                                                    | 0    |                           |
| II liga                                                               | II miejsce                                                   | 0    |                           |
| II liga                                                               | III miejsce                                                  | 0    |                           |
| II liga                                                               | 10.miejsce                                                   | 1    | 2006/07                   |
| Chorwacja                                                             | Zdobyte trofea w rozgrywkach Chorwacji (stan na: 31-05-2021) |      |                           |

- 3. HNL (III poziom):
  - wicemistrz (1): 2009/10 (Zapad)

- Prvenstvo Hrvatske i Slavonije (I poziom):
  - mistrz (1): 1912/13 (nieof.)
  - 3.miejsce (1): 1919 (nieof.)

- Prvenstvo NDH (I poziom):
  - mistrz (1): 1944 (skupina Zagreb)
  - wicemistrz (2): 1942 (skupina B), 1943

- I. razred Prvenstva grada Zagreba:
  - mistrz (1): 1918 (1)
  - wicemistrz (2): 1918 (2), 1918/19
  - 3.miejsce (2): 1942/43, 1943/44

Jugosławia
| \| \| Zdobyte trofea w rozgrywkach Jugosławii (stan na: 31-05-1991) \| |                                                               |      |          |
| Rozgrywki                                                              | Osiągnięcie                                                   | Razy | Sezon(y) |
| Mistrzostwo                                                            | I miejsce                                                     | 1    | 1937/38  |
| Mistrzostwo                                                            | II miejsce                                                    | 0    |          |
| Mistrzostwo                                                            | III miejsce                                                   | 1    | 1927     |
| Puchar                                                                 | zdobywca                                                      | 1    | 1923     |
| Puchar                                                                 | finalista                                                     | 0    |          |
| II liga                                                                | I miejsce                                                     | 0    |          |
| II liga                                                                | II miejsce                                                    | 0    |          |
| II liga                                                                | III miejsce                                                   | 0    |          |
|                                                                        | Zdobyte trofea w rozgrywkach Jugosławii (stan na: 31-05-1991) |      |          |

- Prvenstvo Zagrebackog nogometnog podsaveza:
  - mistrz (6): 1920/21, 1921/22, 1926/27, 1928/29, 1929/30, 1931/32
- I. razred Prvenstva Zagreba:
  - mistrz (6): 1920/21, 1921/22, 1926/27, 1928/29, 1929/30, 1930/31 (w rundzie wiosennej, anulowane), 1931/32, 1932/33 (po rundzie jesiennej, anulowane)
  - wicemistrz (3): 1919/20, 1923/24, 1927/28
  - 3.miejsce (3): 1923, 1924/25, 1925/26

## Poszczególne sezony
| Sezon    | Liga                                                        | M                                     | Z                                     | R                                     | P                                     | B+                                    | B–                                    | Pkt                                   | Poz                                   | Puchar                                | R.                                    | W.                                    | R.                                    | W.                                    | Piłkarz                               | Br.                                   | Uwagi                                                                                             |
| Sezon    | Mistrzostwa krajowe                                         | Mistrzostwa krajowe                   | Mistrzostwa krajowe                   | Mistrzostwa krajowe                   | Mistrzostwa krajowe                   | Mistrzostwa krajowe                   | Mistrzostwa krajowe                   | Mistrzostwa krajowe                   | Mistrzostwa krajowe                   | Puchar                                | Inne puchary krajowe                  | Inne puchary krajowe                  | Puchary między- narodowe              | Puchary między- narodowe              | Król strzelców                        | Król strzelców                        | Uwagi                                                                                             |
| -------- | ----------------------------------------------------------- | ------------------------------------- | ------------------------------------- | ------------------------------------- | ------------------------------------- | ------------------------------------- | ------------------------------------- | ------------------------------------- | ------------------------------------- | ------------------------------------- | ------------------------------------- | ------------------------------------- | ------------------------------------- | ------------------------------------- | ------------------------------------- | ------------------------------------- | ------------------------------------------------------------------------------------------------- |
| 1903     | założono AŠK (Zagreb)                                       | założono AŠK (Zagreb)                 | założono AŠK (Zagreb)                 | założono AŠK (Zagreb)                 | założono AŠK (Zagreb)                 | założono AŠK (Zagreb)                 | założono AŠK (Zagreb)                 | założono AŠK (Zagreb)                 | założono AŠK (Zagreb)                 | założono AŠK (Zagreb)                 | założono AŠK (Zagreb)                 | założono AŠK (Zagreb)                 | założono AŠK (Zagreb)                 | założono AŠK (Zagreb)                 | założono AŠK (Zagreb)                 | założono AŠK (Zagreb)                 | założono AŠK (Zagreb)                                                                             |
| 1904     | zmieniono nazwę na HAŠK (Zagreb)                            | zmieniono nazwę na HAŠK (Zagreb)      | zmieniono nazwę na HAŠK (Zagreb)      | zmieniono nazwę na HAŠK (Zagreb)      | zmieniono nazwę na HAŠK (Zagreb)      | zmieniono nazwę na HAŠK (Zagreb)      | zmieniono nazwę na HAŠK (Zagreb)      | zmieniono nazwę na HAŠK (Zagreb)      | zmieniono nazwę na HAŠK (Zagreb)      | zmieniono nazwę na HAŠK (Zagreb)      | zmieniono nazwę na HAŠK (Zagreb)      | zmieniono nazwę na HAŠK (Zagreb)      | zmieniono nazwę na HAŠK (Zagreb)      | zmieniono nazwę na HAŠK (Zagreb)      | zmieniono nazwę na HAŠK (Zagreb)      | zmieniono nazwę na HAŠK (Zagreb)      | zmieniono nazwę na HAŠK (Zagreb)                                                                  |
| 1912/13  | Prvenstvo Hrvatske i Slavonije - I. razred                  | 7                                     | 7                                     | 0                                     | 0                                     | 34                                    | 3                                     | 14                                    | 1                                     | nie org.                              |                                       |                                       |                                       |                                       |                                       |                                       |                                                                                                   |
| 1913/14  | Prvenstvo Hrvatske i Slavonije - I. razred                  |                                       |                                       |                                       |                                       |                                       |                                       |                                       |                                       | nie org.                              |                                       |                                       |                                       |                                       |                                       |                                       | nie startował                                                                                     |
| 1918 (1) | Prvenstvo grada Zagreba - I. razred                         | 5                                     | 4                                     | 1                                     | 0                                     | 28                                    | 4                                     | 9                                     | 1                                     | nie org.                              |                                       |                                       |                                       |                                       |                                       |                                       |                                                                                                   |
| 1918 (2) | Prvenstvo grada Zagreba - I. razred                         | 3                                     | 2                                     | 0                                     | 1                                     | 11                                    | 5                                     | 4                                     | 2                                     | nie org.                              |                                       |                                       |                                       |                                       |                                       |                                       | przegrał finał z Građanski                                                                        |
| 1918 (2) | Prvenstvo grada Zagreba - I. razred                         | 1                                     | 0                                     | 0                                     | 0                                     | 0                                     | 2                                     | 0                                     | 2                                     | nie org.                              |                                       |                                       |                                       |                                       |                                       |                                       | przegrał finał z Građanski                                                                        |
| 1918/19  | Prvenstvo grada Zagreba - I. razred                         | 8                                     | 5                                     | 1                                     | 2                                     | 28                                    | 10                                    | 11                                    | 2                                     | nie org.                              |                                       |                                       |                                       |                                       |                                       |                                       |                                                                                                   |
| 1919     | Prvenstvo Hrvatske i Slavonije                              | 6                                     | 3                                     | 2                                     | 1                                     | 8                                     | 2                                     | 8                                     | 3                                     | nie org.                              |                                       |                                       |                                       |                                       |                                       |                                       |                                                                                                   |
| 1919/20  | Prvenstvo Zagreba - I. razred                               | 6                                     | 5                                     | 0                                     | 1                                     | 15                                    | 6                                     | 10                                    | 2                                     | nie org.                              |                                       |                                       |                                       |                                       |                                       |                                       |                                                                                                   |
| 1920/21  | Prvenstvo Zagreba - I. razred                               | 14                                    | 12                                    | 1                                     | 1                                     | 60                                    | 11                                    | 25                                    | 1                                     | nie org.                              |                                       |                                       |                                       |                                       |                                       |                                       | awans do finału z Cibalia                                                                         |
| 1920/21  | Prvenstvo Zagrebačkog nogometnog podsaveza                  | 1                                     | 1                                     | 0                                     | 0                                     | 16                                    | 0                                     | 2                                     | 1                                     | nie org.                              |                                       |                                       |                                       |                                       |                                       |                                       | awans do finału z Cibalia                                                                         |
| 1921/22  | Prvenstvo Zagreba - I. razred                               | 14                                    | 12                                    | 1                                     | 1                                     | 93                                    | 14                                    | 25                                    | 1                                     | nie org.                              |                                       |                                       |                                       |                                       |                                       |                                       | awans do finału z Slavija Osijek                                                                  |
| 1921/22  | Prvenstvo Zagrebačkog nogometnog podsaveza                  | 1                                     | 1                                     | 0                                     | 0                                     | 5                                     | 0                                     | 2                                     | 1                                     | nie org.                              |                                       |                                       |                                       |                                       |                                       |                                       | awans do finału z Slavija Osijek                                                                  |
| 1923     | Prvenstvo Zagreba - I.A razred                              | 4                                     | 2                                     | 1                                     | 1                                     | 6                                     | 2                                     | 5                                     | 3                                     | 1                                     |                                       |                                       |                                       |                                       |                                       |                                       |                                                                                                   |
| 1923/24  | Prvenstvo Zagreba - I.A razred                              | 8                                     | 5                                     | 2                                     | 1                                     | 24                                    | 12                                    | 12                                    | 2                                     | nie org.                              |                                       |                                       |                                       |                                       |                                       |                                       |                                                                                                   |
| 1924/25  | Prvenstvo Zagreba - I.A razred                              | 8                                     | 4                                     | 1                                     | 3                                     | 23                                    | 13                                    | 9                                     | 3                                     | nie org.                              |                                       |                                       |                                       |                                       |                                       |                                       |                                                                                                   |
| 1925/26  | Prvenstvo Zagreba - I.A razred                              | 10                                    | 7                                     | 0                                     | 3                                     | 45                                    | 21                                    | 14                                    | 3                                     | nie org.                              |                                       |                                       |                                       |                                       |                                       |                                       |                                                                                                   |
| 1926/27  | Prvenstvo Zagreba - I.A razred                              | 10                                    | 9                                     | 0                                     | 1                                     | 23                                    | 7                                     | 18                                    | 1                                     | nie org.                              |                                       |                                       |                                       |                                       |                                       |                                       | awans do finału z Krajišnik Banja Luka                                                            |
| 1926/27  | Prvenstvo Zagrebačkog nogometnog podsaveza                  | 1                                     | 1                                     | 0                                     | 0                                     | 11                                    | 0                                     | 2                                     | 1                                     | nie org.                              |                                       |                                       |                                       |                                       |                                       |                                       | awans do finału z Krajišnik Banja Luka                                                            |
| 1927     | Prvenstvo Jugoslavije                                       | 5                                     | 2                                     | 1                                     | 2                                     | 11                                    | 15                                    | 5                                     | 3                                     | nie org.                              |                                       |                                       |                                       |                                       |                                       |                                       |                                                                                                   |
| 1927/28  | Prvenstvo Zagreba - I.A razred                              | 12                                    | 9                                     | 0                                     | 3                                     | 35                                    | 13                                    | 18                                    | 2                                     | nie org.                              |                                       |                                       |                                       |                                       |                                       |                                       |                                                                                                   |
| 1928     | Izlučno natjecanje za prvenstvo JNS                         | 2                                     | 2                                     | 0                                     | 0                                     | 10                                    | 3                                     | 4                                     | 1                                     | nie org.                              |                                       |                                       |                                       |                                       |                                       |                                       | awans do finału                                                                                   |
| 1928     | Prvenstvo Jugoslavije                                       | 5                                     | 1                                     | 0                                     | 4                                     | 10                                    | 16                                    | 2                                     | 5                                     | nie org.                              |                                       |                                       |                                       |                                       |                                       |                                       | awans do finału                                                                                   |
| 1928/29  | Prvenstvo Zagrebačkog nogometnog podsaveza                  | 14                                    | 12                                    | 0                                     | 2                                     | 62                                    | 13                                    | 24                                    | 1                                     | nie org.                              |                                       |                                       |                                       |                                       |                                       |                                       | awans do finału                                                                                   |
| 1929     | Izlučno natjecanje za prvenstvo JNS                         | 2                                     | 1                                     | 1                                     | 0                                     | 4                                     | 1                                     | 3                                     | 1                                     | nie org.                              |                                       |                                       |                                       |                                       |                                       |                                       | awans                                                                                             |
| 1929     | Prvenstvo Jugoslavije                                       | 8                                     | 3                                     | 1                                     | 4                                     | 15                                    | 15                                    | 7                                     | 4                                     | nie org.                              |                                       |                                       |                                       |                                       |                                       |                                       | awans                                                                                             |
| 1929/30  | Prvenstvo Zagrebačkog nogometnog podsaveza                  | 14                                    | 12                                    | 1                                     | 1                                     | 61                                    | 14                                    | 25                                    | 1                                     | 1/16 f                                |                                       |                                       |                                       |                                       |                                       |                                       | awans do finału                                                                                   |
| 1930     | Izlučno natjecanje za prvenstvo JNS                         | 3                                     | 0                                     | 3                                     | 0                                     | 7                                     | 7                                     | 3                                     |                                       | nie org.                              |                                       |                                       |                                       |                                       |                                       |                                       | nie awansował                                                                                     |
| 1930/31  | Izlučno natjecanje za prvenstvo JNS - 1. skupina            | 10                                    | 4                                     | 1                                     | 5                                     | 38                                    | 24                                    | 9                                     | 4                                     | nie org.                              |                                       |                                       |                                       |                                       |                                       |                                       | Po 3.kolejce rundy wiosennej I razreda Zagreba przeniesiony do kwalifikacji JNS, wyniki anulowane |
| 1931/32  | Prvenstvo Zagreba - I.A razred                              | 10                                    | 8                                     | 1                                     | 1                                     | 30                                    | 8                                     | 17                                    | 1                                     | nie org.                              |                                       |                                       |                                       |                                       |                                       |                                       | awans do finału                                                                                   |
| 1931/32  | Izlučno natjecanje za prvenstvo JNS - 2. skupina            | 8                                     | 4                                     | 0                                     | 4                                     | 13                                    | 18                                    | 8                                     | 3                                     | nie org.                              |                                       |                                       |                                       |                                       |                                       |                                       | awans do finału                                                                                   |
| 1932/33  | Prvenstvo Jugoslavije                                       | 20                                    | 10                                    | 3                                     | 7                                     | 37                                    | 33                                    | 23                                    | 4                                     | nie org.                              |                                       |                                       |                                       |                                       |                                       |                                       | Po rundzie jesiennej I.A razreda Zagreba przeniesiony do kwalifikacji JNS, wyniki anulowane       |
| 1933/34  | Izlučno natjecanje za prvenstvo JNS - 5. skupina            | 16                                    | 3                                     | 1                                     | 2                                     | 12                                    | 10                                    | 7                                     | 1                                     | nie org.                              |                                       |                                       |                                       |                                       |                                       |                                       |                                                                                                   |
| 1934/35  | Prvenstvo Jugoslavije                                       | 18                                    | 8                                     | 3                                     | 7                                     | 33                                    | 33                                    | 19                                    | 5                                     | nie org.                              |                                       |                                       |                                       |                                       |                                       |                                       |                                                                                                   |
| 1935/36  | Izlučno natjecanje za prvenstvo JNS - 5. skupina            | 6                                     | 3                                     | 0                                     | 3                                     | 15                                    | 13                                    | 6                                     | 3                                     | 1/4 f                                 |                                       |                                       |                                       |                                       |                                       |                                       | awans do playoff z Slavija Varaždin i Hajduk Sarajevo                                             |
| 1935/36  | Izlučno natjecanje za prvenstvo JNS - Dodatne kvalifikacije | 4                                     | 3                                     | 1                                     | 0                                     | 9                                     | 5                                     | 7                                     | 1                                     | 1/4 f                                 |                                       |                                       |                                       |                                       |                                       |                                       | awans do playoff z Slavija Varaždin i Hajduk Sarajevo                                             |
| 1936/37  | Prvenstvo Jugoslavije                                       | 18                                    | 5                                     | 6                                     | 7                                     | 22                                    | 39                                    | 16                                    | 7                                     | nie org.                              |                                       |                                       |                                       |                                       |                                       |                                       |                                                                                                   |
| 1937/38  | Prvenstvo Jugoslavije                                       | 18                                    | 12                                    | 2                                     | 4                                     | 40                                    | 20                                    | 26                                    | 1                                     | nie zakw.                             |                                       |                                       |                                       |                                       |                                       |                                       |                                                                                                   |
| 1938/39  | Prvenstvo Jugoslavije                                       | 22                                    | 10                                    | 5                                     | 7                                     | 41                                    | 27                                    | 25                                    | 5                                     | 1/8 f                                 |                                       |                                       |                                       |                                       |                                       |                                       |                                                                                                   |
| 1939/40  | Hrvatsko-slovenska liga                                     | 18                                    | 11                                    | 2                                     | 5                                     | 39                                    | 39                                    | 24                                    | 2                                     | nie org.                              |                                       |                                       |                                       |                                       |                                       |                                       | awans do finału                                                                                   |
| 1939/40  | Prvenstvo Jugoslavije                                       | 10                                    | 1                                     | 0                                     | 9                                     | 12                                    | 32                                    | 2                                     | 6                                     | nie org.                              |                                       |                                       |                                       |                                       |                                       |                                       | awans do finału                                                                                   |
| 1940/41  | Prvenstvo Banovine Hrvatske                                 | 18                                    | 7                                     | 6                                     | 5                                     | 42                                    | 31                                    | 20                                    | 4                                     | nie org.                              |                                       |                                       |                                       |                                       |                                       |                                       |                                                                                                   |
| 1941     | Prvenstvo NDH                                               | 8                                     | 3                                     | 1                                     | 4                                     | 25                                    | 14                                    | 7                                     | 5                                     | nie org.                              |                                       |                                       |                                       |                                       |                                       |                                       |                                                                                                   |
| 1942     | Prvenstvo NDH - Skupina B                                   | 4                                     | 1                                     | 2                                     | 1                                     | 7                                     | 5                                     | 4                                     | 2                                     | nie org.                              |                                       |                                       |                                       |                                       |                                       |                                       | nie awansował do 1/2 f                                                                            |
| 1943     | Prvenstvo Zagreba - I. razred                               | 14                                    | 9                                     | 2                                     | 3                                     | 53                                    | 16                                    | 20                                    | 3                                     | nie org.                              |                                       |                                       |                                       |                                       |                                       |                                       | wygrał 1:2, 4:0 w 3.rundzie z HŠK Zemun                                                           |
| 1943     | Prvenstvo NDH - 3. krug                                     | 2                                     | 1                                     | 0                                     | 1                                     | 5                                     | 2                                     | 1                                     | 1                                     | nie org.                              |                                       |                                       |                                       |                                       |                                       |                                       | wygrał 1:2, 4:0 w 3.rundzie z HŠK Zemun                                                           |
| 1943     | Prvenstvo NDH - 4. krug                                     | 6                                     | 4                                     | 0                                     | 2                                     | 18                                    | 10                                    | 8                                     | 2                                     | nie org.                              |                                       |                                       |                                       |                                       |                                       |                                       | wygrał 1:2, 4:0 w 3.rundzie z HŠK Zemun                                                           |
| 1944     | Prvenstvo Zagreba - I. razred                               | 14                                    | 7                                     | 3                                     | 4                                     | 45                                    | 18                                    | 17                                    | 3                                     | nie org.                              |                                       |                                       |                                       |                                       |                                       |                                       | awans do finału z SAŠK, który odwołano                                                            |
| 1944     | Prvenstvo NDH - Skupina Zagreb                              | 6                                     | 5                                     | 0                                     | 1                                     | 7                                     | 3                                     | 10                                    | 1                                     | nie org.                              |                                       |                                       |                                       |                                       |                                       |                                       | awans do finału z SAŠK, który odwołano                                                            |
| 1945     | Prvenstvo Zagreba - I. razred                               |                                       |                                       |                                       |                                       |                                       |                                       |                                       |                                       | nie org.                              |                                       |                                       |                                       |                                       |                                       |                                       | mistrzostwa po 1 kolejce odwołano                                                                 |
| 1945     | klub rozwiązano                                             | klub rozwiązano                       | klub rozwiązano                       | klub rozwiązano                       | klub rozwiązano                       | klub rozwiązano                       | klub rozwiązano                       | klub rozwiązano                       | klub rozwiązano                       | klub rozwiązano                       | klub rozwiązano                       | klub rozwiązano                       | klub rozwiązano                       | klub rozwiązano                       | klub rozwiązano                       | klub rozwiązano                       | klub rozwiązano                                                                                   |
| 1990     | klub reaktywowano jako TPK Zagreb                           | klub reaktywowano jako TPK Zagreb     | klub reaktywowano jako TPK Zagreb     | klub reaktywowano jako TPK Zagreb     | klub reaktywowano jako TPK Zagreb     | klub reaktywowano jako TPK Zagreb     | klub reaktywowano jako TPK Zagreb     | klub reaktywowano jako TPK Zagreb     | klub reaktywowano jako TPK Zagreb     | klub reaktywowano jako TPK Zagreb     | klub reaktywowano jako TPK Zagreb     | klub reaktywowano jako TPK Zagreb     | klub reaktywowano jako TPK Zagreb     | klub reaktywowano jako TPK Zagreb     | klub reaktywowano jako TPK Zagreb     | klub reaktywowano jako TPK Zagreb     | klub reaktywowano jako TPK Zagreb                                                                 |
| 1990/91  | Regionalna nogometna liga Zagreb - Jug                      | 30                                    | 8                                     | 6                                     | 16                                    | 32                                    | 59                                    | 22                                    | 14                                    | nie zakw.                             |                                       |                                       |                                       |                                       |                                       |                                       |                                                                                                   |
| 1992     | zmieniono nazwę na Pešćenica Zagreb                         | zmieniono nazwę na Pešćenica Zagreb   | zmieniono nazwę na Pešćenica Zagreb   | zmieniono nazwę na Pešćenica Zagreb   | zmieniono nazwę na Pešćenica Zagreb   | zmieniono nazwę na Pešćenica Zagreb   | zmieniono nazwę na Pešćenica Zagreb   | zmieniono nazwę na Pešćenica Zagreb   | zmieniono nazwę na Pešćenica Zagreb   | zmieniono nazwę na Pešćenica Zagreb   | zmieniono nazwę na Pešćenica Zagreb   | zmieniono nazwę na Pešćenica Zagreb   | zmieniono nazwę na Pešćenica Zagreb   | zmieniono nazwę na Pešćenica Zagreb   | zmieniono nazwę na Pešćenica Zagreb   | zmieniono nazwę na Pešćenica Zagreb   | zmieniono nazwę na Pešćenica Zagreb                                                               |
| 1992     | Regionalna liga Zagreb, Jug - skupina B                     | 14                                    | 6                                     | 3                                     | 5                                     | 29                                    | 31                                    | 15                                    | 4                                     | nie zakw.                             |                                       |                                       |                                       |                                       |                                       |                                       |                                                                                                   |
| 1992/93  | 3. HNL – Središte (ZG regija)                               | 34                                    | 6                                     | 8                                     | 20                                    | 37                                    | 82                                    | 18 (-2)                               | 17                                    | nie zakw.                             |                                       |                                       |                                       |                                       |                                       |                                       |                                                                                                   |
| 1993     | zmieniono nazwę na HAŠK 1903 Zagreb                         | zmieniono nazwę na HAŠK 1903 Zagreb   | zmieniono nazwę na HAŠK 1903 Zagreb   | zmieniono nazwę na HAŠK 1903 Zagreb   | zmieniono nazwę na HAŠK 1903 Zagreb   | zmieniono nazwę na HAŠK 1903 Zagreb   | zmieniono nazwę na HAŠK 1903 Zagreb   | zmieniono nazwę na HAŠK 1903 Zagreb   | zmieniono nazwę na HAŠK 1903 Zagreb   | zmieniono nazwę na HAŠK 1903 Zagreb   | zmieniono nazwę na HAŠK 1903 Zagreb   | zmieniono nazwę na HAŠK 1903 Zagreb   | zmieniono nazwę na HAŠK 1903 Zagreb   | zmieniono nazwę na HAŠK 1903 Zagreb   | zmieniono nazwę na HAŠK 1903 Zagreb   | zmieniono nazwę na HAŠK 1903 Zagreb   | zmieniono nazwę na HAŠK 1903 Zagreb                                                               |
| 1993/94  | 4. HNL NS Zagrebačke regije                                 | 30                                    | 5                                     | 7                                     | 18                                    | 38                                    | 91                                    | 17                                    | 14                                    | nie zakw.                             |                                       |                                       |                                       |                                       |                                       |                                       |                                                                                                   |
| 1994/95  | 4. HNL NS Zagrebačke regije - Istok                         | 30                                    | 10                                    | 7                                     | 13                                    | 55                                    | 60                                    | 37                                    | 10                                    | nie zakw.                             |                                       |                                       |                                       |                                       |                                       |                                       |                                                                                                   |
| 1995/96  | 3. HNL MNO Središte - Središte                              | 34                                    | 11                                    | 5                                     | 18                                    | 42                                    | 63                                    | 37                                    | 13                                    | nie zakw.                             |                                       |                                       |                                       |                                       |                                       |                                       |                                                                                                   |
| 1996/97  | 3. HNL MNO Središte - Središte                              | 30                                    | 14                                    | 6                                     | 10                                    | 59                                    | 40                                    | 48                                    | 5                                     | nie zakw.                             |                                       |                                       |                                       |                                       |                                       |                                       |                                                                                                   |
| 1997/98  | 3. HNL MNO Središte - Istok                                 | 30                                    | 13                                    | 4                                     | 13                                    | 44                                    | 49                                    | 43                                    | 9                                     | nie zakw.                             |                                       |                                       |                                       |                                       |                                       |                                       |                                                                                                   |
| 1998/99  | 1. Zagrebačka liga                                          |                                       |                                       |                                       |                                       |                                       |                                       |                                       | ?                                     | nie zakw.                             |                                       |                                       |                                       |                                       |                                       |                                       |                                                                                                   |
| 1999/00  | 1. Zagrebačka liga                                          | 30                                    | 11                                    | 8                                     | 11                                    | 60                                    | 48                                    | 38 (-3)                               | 8                                     | nie zakw.                             |                                       |                                       |                                       |                                       |                                       |                                       |                                                                                                   |
| 2000/01  | 1. Zagrebačka liga                                          | 30                                    | 13                                    | 3                                     | 14                                    | 52                                    | 46                                    | 42                                    | 7                                     | nie zakw.                             |                                       |                                       |                                       |                                       |                                       |                                       |                                                                                                   |
| 2001/02  | 1. Zagrebačka liga                                          | 30                                    | 8                                     | 2                                     | 20                                    | 32                                    | 68                                    | 26                                    | 15                                    | nie zakw.                             |                                       |                                       |                                       |                                       |                                       |                                       |                                                                                                   |
| 2002/03  | 2. Zagrebačka liga                                          |                                       |                                       |                                       |                                       |                                       |                                       |                                       | ?                                     | nie zakw.                             |                                       |                                       |                                       |                                       |                                       |                                       |                                                                                                   |
| 2003     | zmieniono nazwę na HAŠK Zagreb                              | zmieniono nazwę na HAŠK Zagreb        | zmieniono nazwę na HAŠK Zagreb        | zmieniono nazwę na HAŠK Zagreb        | zmieniono nazwę na HAŠK Zagreb        | zmieniono nazwę na HAŠK Zagreb        | zmieniono nazwę na HAŠK Zagreb        | zmieniono nazwę na HAŠK Zagreb        | zmieniono nazwę na HAŠK Zagreb        | zmieniono nazwę na HAŠK Zagreb        | zmieniono nazwę na HAŠK Zagreb        | zmieniono nazwę na HAŠK Zagreb        | zmieniono nazwę na HAŠK Zagreb        | zmieniono nazwę na HAŠK Zagreb        | zmieniono nazwę na HAŠK Zagreb        | zmieniono nazwę na HAŠK Zagreb        | zmieniono nazwę na HAŠK Zagreb                                                                    |
| 2003/04  | 1. Zagrebačka liga                                          | 30                                    | 9                                     | 7                                     | 14                                    | 36                                    | 49                                    | 34                                    | 16                                    | nie zakw.                             |                                       |                                       |                                       |                                       |                                       |                                       |                                                                                                   |
| 2004/05  | 2. Zagrebačka liga                                          | 26                                    | 22                                    | 2                                     | 2                                     | 108                                   | 17                                    | 68                                    | 1                                     | nie zakw.                             |                                       |                                       |                                       |                                       |                                       |                                       |                                                                                                   |
| 2005/06  | 1. Zagrebačka liga                                          | 30                                    | 8                                     | 4                                     | 18                                    | 40                                    | 69                                    | 28                                    | 13                                    | nie zakw.                             |                                       |                                       |                                       |                                       |                                       |                                       |                                                                                                   |
| 2006     | zmieniono nazwę na Naftaš HAŠK Zagreb                       | zmieniono nazwę na Naftaš HAŠK Zagreb | zmieniono nazwę na Naftaš HAŠK Zagreb | zmieniono nazwę na Naftaš HAŠK Zagreb | zmieniono nazwę na Naftaš HAŠK Zagreb | zmieniono nazwę na Naftaš HAŠK Zagreb | zmieniono nazwę na Naftaš HAŠK Zagreb | zmieniono nazwę na Naftaš HAŠK Zagreb | zmieniono nazwę na Naftaš HAŠK Zagreb | zmieniono nazwę na Naftaš HAŠK Zagreb | zmieniono nazwę na Naftaš HAŠK Zagreb | zmieniono nazwę na Naftaš HAŠK Zagreb | zmieniono nazwę na Naftaš HAŠK Zagreb | zmieniono nazwę na Naftaš HAŠK Zagreb | zmieniono nazwę na Naftaš HAŠK Zagreb | zmieniono nazwę na Naftaš HAŠK Zagreb | zmieniono nazwę na Naftaš HAŠK Zagreb                                                             |
| 2006/07  | 2. HNL                                                      | 30                                    | 8                                     | 11                                    | 11                                    | 44                                    | 49                                    | 35                                    | 10                                    | nie zakw.                             |                                       |                                       |                                       |                                       |                                       |                                       |                                                                                                   |
| 2007/08  | 3. HNL – Zapad                                              | 34                                    | 11                                    | 6                                     | 17                                    | 43                                    | 58                                    | 39                                    | 15                                    | 1/16 f                                |                                       |                                       |                                       |                                       |                                       |                                       |                                                                                                   |
| 2008/09  | 3. HNL – Zapad                                              | 34                                    | 15                                    | 3                                     | 16                                    | 56                                    | 53                                    | 48                                    | 6                                     | 1/16 f                                |                                       |                                       |                                       |                                       |                                       |                                       |                                                                                                   |
| 2009     | zmieniono nazwę na HAŠK Zagreb                              | zmieniono nazwę na HAŠK Zagreb        | zmieniono nazwę na HAŠK Zagreb        | zmieniono nazwę na HAŠK Zagreb        | zmieniono nazwę na HAŠK Zagreb        | zmieniono nazwę na HAŠK Zagreb        | zmieniono nazwę na HAŠK Zagreb        | zmieniono nazwę na HAŠK Zagreb        | zmieniono nazwę na HAŠK Zagreb        | zmieniono nazwę na HAŠK Zagreb        | zmieniono nazwę na HAŠK Zagreb        | zmieniono nazwę na HAŠK Zagreb        | zmieniono nazwę na HAŠK Zagreb        | zmieniono nazwę na HAŠK Zagreb        | zmieniono nazwę na HAŠK Zagreb        | zmieniono nazwę na HAŠK Zagreb        | zmieniono nazwę na HAŠK Zagreb                                                                    |
| 2009/10  | 3. HNL – Zapad                                              | 34                                    | 22                                    | 4                                     | 8                                     | 64                                    | 40                                    | 70                                    | 2                                     | 1/16 f                                |                                       |                                       |                                       |                                       |                                       |                                       |                                                                                                   |
| 2010/11  | 2. HNL                                                      | 30                                    | 11                                    | 5                                     | 14                                    | 40                                    | 42                                    | 38                                    | 13                                    | 1/8 f                                 |                                       |                                       |                                       |                                       |                                       |                                       |                                                                                                   |
| 2011/12  | 2. HNL                                                      | 28                                    | 6                                     | 3                                     | 19                                    | 33                                    | 52                                    | 21                                    | 14                                    | 1/8 f                                 |                                       |                                       |                                       |                                       |                                       |                                       |                                                                                                   |
| 2012/13  | 2. HNL                                                      | 30                                    | 3                                     | 6                                     | 21                                    | 24                                    | 55                                    | 15                                    | 12                                    | nie zakw.                             |                                       |                                       |                                       |                                       |                                       |                                       |                                                                                                   |
| 2013/14  | 3. HNL – Središte                                           | 30                                    | 12                                    | 10                                    | 8                                     | 47                                    | 30                                    | 46                                    | 9                                     | 1/16 f                                |                                       |                                       |                                       |                                       |                                       |                                       |                                                                                                   |
| 2014/15  | 3. HNL – Zapad                                              | 30                                    | 9                                     | 12                                    | 9                                     | 44                                    | 42                                    | 39                                    | 9                                     | nie zakw.                             |                                       |                                       |                                       |                                       |                                       |                                       |                                                                                                   |
| 2015/16  | 3. HNL – Zapad                                              | 30                                    | 8                                     | 6                                     | 16                                    | 22                                    | 43                                    | 30                                    | 12                                    | 1/8 f                                 |                                       |                                       |                                       |                                       |                                       |                                       |                                                                                                   |
| 2016/17  | 3. HNL – Zapad                                              | 30                                    | 12                                    | 5                                     | 13                                    | 51                                    | 49                                    | 41                                    | 8                                     | nie zakw.                             |                                       |                                       |                                       |                                       |                                       |                                       |                                                                                                   |
| 2017/18  | 3. HNL – Zapad                                              | 34                                    | 11                                    | 8                                     | 15                                    | 63                                    | 56                                    | 41                                    | 11                                    | nie zakw.                             |                                       |                                       |                                       |                                       |                                       |                                       |                                                                                                   |
| 2018/19  | 3. HNL – Zapad                                              | 34                                    | 15                                    | 6                                     | 13                                    | 52                                    | 42                                    | 51                                    | 6                                     | nie zakw.                             |                                       |                                       |                                       |                                       |                                       |                                       |                                                                                                   |
| 2019/20  | 3. HNL – Središte                                           | 17                                    | 4                                     | 3                                     | 10                                    | 13                                    | 32                                    | 15                                    | 16                                    | nie zakw.                             |                                       |                                       |                                       |                                       |                                       |                                       |                                                                                                   |
| 2020/21  | 3. HNL – Središte                                           | 34                                    | 9                                     | 10                                    | 15                                    | 37                                    | 60                                    | 37                                    | 15                                    | nie zakw.                             |                                       |                                       |                                       |                                       |                                       |                                       |                                                                                                   |
| 2021/22  | 3. HNL – Središte                                           |                                       |                                       |                                       |                                       |                                       |                                       |                                       | ?                                     | ?                                     |                                       |                                       |                                       |                                       |                                       |                                       |                                                                                                   |

### Rozgrywki międzynarodowe

#### Europejskie puchary
W 1938 roku uczestniczył w rozgrywkach o Puchar Mitropa, przegrywając łącznie z czechosłowackim SK Kladno z wynikiem 1:3 i 2:1.

### Rozgrywki krajowe
Chorwacja
| \| Chorwacja \| Bilans występów klubu w rozgrywkach piłkarskich Chorwacji (Stan na 31 lipca 2021 r.) \| \| | |        |       |   |   |   |    |    |     |                                               |        |        |      |
| Poziom | Rozgrywki                                                                                                  | Sezony | Mecze | Z | R | P | B+ | B– | Pkt | Lata                                          | Awanse | Spadki | Naj. |
| I | Prvenstvo Hrvatske i Slavonije / Prvenstvo Zagreba / Prvenstvo NDH / 1. HNL                                | 9      |       |   |   |   |    |    |     | 1912/13, 1918–1919                            | 0      | 0      | 1    |
| II | 2. HNL | 4      |       |   |   |   |    |    |     | 2004/05, 2010–2013                            | 0      | 2      | 10   |
| III | 3. HNL – Središte / 3. HNL MNO Središte / 3. HNL – Zapad / 3. HNL – Središte                               | 14     |       |   |   |   |    |    |     | 1992/93, 1997/98, 2007–2009, 2009/10, od 2013 | 1      | 0      | 2    |
| IV | Regionalna liga Zagreb / 4. HNL NS Zagrebačke regije / 3. HNL MNO Središte - Središte / 1. Zagrebačka liga | 11     |       |   |   |   |    |    |     | 1992, 1993–1997, 1998–2002, 2003/04, 2005/06  | 1      | 3      | 4    |
| V | 2. Zagrebačka liga                                                                                         | 2      |       |   |   |   |    |    |     | 2002/03, 2006/07                              | 3      | 0      | 1    |
| | Puchar Chorwacji                                                                                           | 7      |       |   |   |   |    |    |     | od 2007                                       | 0      | 0      | 1/8  |
| Chorwacja                                                                                                  | Bilans występów klubu w rozgrywkach piłkarskich Chorwacji (Stan na 31 lipca 2021 r.)                       |        |       |   |   |   |    |    |     |                                               |        |        |      |

Jugosławia
| \| \| Bilans występów klubu w rozgrywkach piłkarskich Jugosławii (Stan na 31 lipca 2021 r.) \| |                                                                                       |        |       |   |   |   |    |    |     |           |        |        |      |
| Poziom                                                                                         | Rozgrywki                                                                             | Sezony | Mecze | Z | R | P | B+ | B– | Pkt | Lata      | Awanse | Spadki | Naj. |
| I                                                                                              | I. razred ZNP / I.A razred ZNP / Prvenstvo JNS /                                      | 21     |       |   |   |   |    |    |     | 1919–1945 | 0      | 0      | 1    |
| II                                                                                             | II. razred ZNP                                                                        | 0      |       |   |   |   |    |    |     |           | 0      | 0      |      |
|                                                                                                | Puchar Jugosławii                                                                     | 5      |       |   |   |   |    |    |     | 1923–1939 | 0      | 0      | 1/8  |
|                                                                                                | Bilans występów klubu w rozgrywkach piłkarskich Jugosławii (Stan na 31 lipca 2021 r.) |        |       |   |   |   |    |    |     |           |        |        |      |

## Piłkarze, trenerzy, prezydenci i właściciele klubu

### Trenerzy
- 1913–1915:  František Koželuh
- 1930:  Josef Uridil
- 1932–1933:  Johann Strnad
- 1937–1938:  Zoltán Opata
- ...:  Rudolf Rupec
- 1943–1944:  Ratko Kacian
- 2005–2006:  Gordan Ciprić
- 2009–2010:  Blazenko Bekavac
- 2011:  Hrvoje Braović
- 2012–2017:  Ratko Ninković
- 2018–2019:  Damir Grlić
- 08.2020–...:  Ivan Piplica

### Prezydenci
- 1943–1945:  Vjekoslav Župančić
- 201?–...:  Vinko Barišić

## Struktura klubu

### Stadion
Klub piłkarski rozgrywa swoje mecze domowe na stadionie na Peščenici w Zagrzebiu, który może pomieścić 800 widzów. Wcześniej grał na boisku Tuškanac (1903–1912), boisku Elipsa (1905– 1912), a od 1912 do 1945 na stadionie Sokol - Maksimir.

## Kibice i rywalizacja z innymi klubami

### Derby
- Concordia Zagrzeb
- Croatia Zagrzeb
- Građanski Zagrzeb
- Ilirija Zagrzeb
- HTŠK Zagrzeb
- Slavija Zagrzeb
- Šparta Zagrzeb
- Viktorija Zagrzeb
- Željezničar Zagrzeb